# Irwyn Ranald Walters
Irwyn Ranald Walters (Ammanford (Gal·les), 6 de desembre, 1902 - Swansea (Gal·les), 21 de novembre, 1992), va ser un músic, director d'orquestra i administrador gal·lès.

## Joventut
La tutoria musical de Walters va venir del director Gwilym R. Jones i David Vaughan Thomas (1873-1934). L'educació d'Irwyn va tenir lloc a l'escola del comtat d'Amman Valley i Aberystwyth. Després de treballar com a professor a Bideford, Walters es va traslladar a Islington el 1928, i va dirigir l'Orquestra del Festival de Swansea i l'Orquestra Filharmònica de Gal·les. Va romandre un músic actiu durant tota la seva vida, fins i tot durant la Segona Guerra Mundial, quan va organitzar diversos concerts a Gal·les.
Irwyn Walters va fundar la "National Youth Orchestra" de Gal·les el 1945, principalment en resposta a l'alta demanda d'educació orquestral que s'oferia a Anglaterra, i va ser el seu director durant un temps.
Irwyn va morir a Swansea, als 89 anys. El seu fill va ser Gareth Walters, que també va aconseguir gran reconeixement com a músic.